# Grylloblattodea
Os Grylloblattodea constituem uma pequena ordem de insetos ápteros (sem asas), que contam com apenas 25 espécies descritas do topo de montanhas frias do Hemisfério Norte. A origem do nome da ordem está relacionada a presença de características de ortópteros, em especial dos grilos, e de baratas (radicais latinos gryllus + blatta).

## Morfologia
Variam em tamanho de 2 a 3,5 cm de comprimento, e como em todos os insetos, possuem o corpo dividido em três tagmas: cabeça, tórax e abdome. Possuem a cabeça achatada, prognata, antena filiforme com 28 a 39 segmentos, um par de olhos compostos, que podem estar ausentes em espécies cavernícolas. Não possuem ocelos. Aparelho bucal mastigador. Os três segmentos do tórax são similares em tamanho, com espiráculos presentes do meso- e no metatórax. Os três pares de pernas são cursoriais (ou ambulatoriais) e possuem cinco artículos no tarso. Ambos os sexos são ápteros. O abdómen possui 11 segmentos, com espiráculos na membrana pleural dos segmentos 1 a 8. Os cercos são longos e flexíveis, e podem ter de 5 a 9 segmentos nos adultos. O ovopositor é longo e rígido, de aspeto semelhante a uma espada ou lâmina.

## Biologia

### Habitat e Microhabitat
Os Grylloblattodea são criptozoicos, e preferem locais (h)úmidos e de temperatura baixa. São restritos ao Hemisfério Norte e podem ser encontrados no solo em ambientes montanhosos no norte dos E.U.A., sul  do Canadá, China, Sibéria e Japão. Também podem ser encontrados em cavernas da Coreia e do Japão. Vivem também sob pedras, em dobras de bancos de neve, fendas rochosas, cavernas de gelo e tubos de lava vulcânica e em troncos de árvore apodrecidos, e são quase todos encontrados em grandes altitudes.

### Alimentação
Alimentam-se durante a primavera, quando a neve está derretendo, principalmente durante a noite, de insetos congelados trazidos à superfície da neve pelo vento. Também se alimentam de matéria vegetal. Enfrentam o inverno dependendo principalmente de suas reservas de gordura; porém, algumas vezes se alimentam de insetos congelados presentes em fissuras rochosas.